# John Dominic Crossan
John Dominic Crossan (* 17. února 1934, Nenagh) je americký novozákonní badatel irského původu a bývalý římskokatolický kněz.
Ve svém bádání se specializuje na rané křesťanství, byl spoluzakladatelem tzv. „Ježíšova semináře“ revizionistických biblistů, zaměřujících se na bádání historického Ježíše a původu křesťanství.
V oblasti raného křesťanství publikoval více než dvacet knih, z nichž se čtyři staly v oblasti náboženství americkými národními bestselery: The Historical Jesus (1991), Jesus: A Revolutionary Biography (1994), Who Killed Jesus (1995) a The Birth of Christianity (1998).